# Vermont Catamounts
Vermont Catamounts är en idrottsförening tillhörande University of Vermont och har som uppgift att ansvara för universitetets idrottsutövning.

## Idrotter
Catamounts deltager i följande idrotter:
| Herrar - Basket - Fotboll - Friidrott - Ishockey - Lacrosse - Nordisk skidsport - Terränglöpning | Damer - Basket - Fotboll - Friidrott - Ishockey - Lacrosse - Landhockey - Nordisk skidsport - Simhopp - Simning - Terränglöpning |

## Idrottsutövare
| Alpin skidsport - Billy Kidd Friidrott - Albert Gutterson Hastighetsåkning på skridskor - Beth Heiden Ishockey - Connor Brickley - Ross Colton - Ryan Gunderson - John LeClair - Aaron Miller | - Kevan Miller - Torrey Mitchell - Klara Myrén - Michael Paliotta - Amanda Pelkey - Éric Perrin - Patrick Sharp - Martin St. Louis - Sebastian Stålberg - Viktor Stålberg - Tim Thomas Skidskytte - Lowell Bailey |

### Galleri

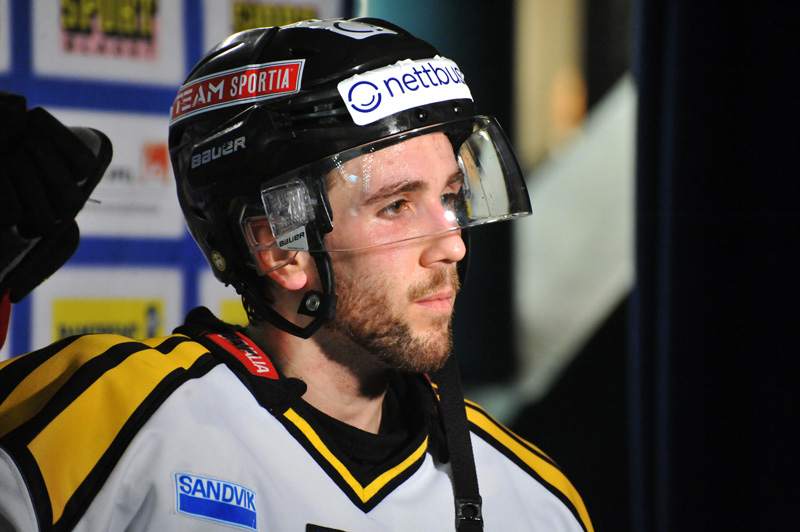
Ryan Gunderson.
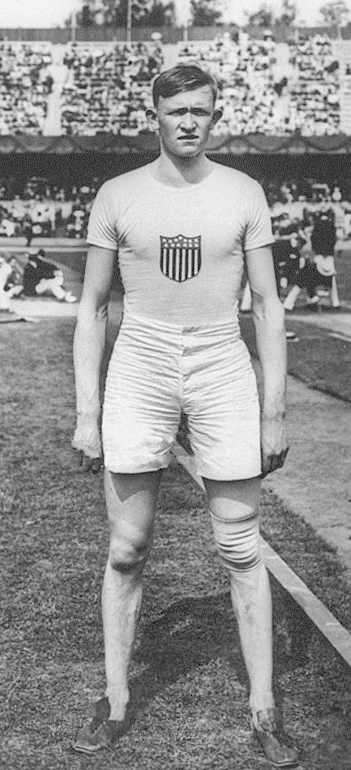
Albert Gutterson.
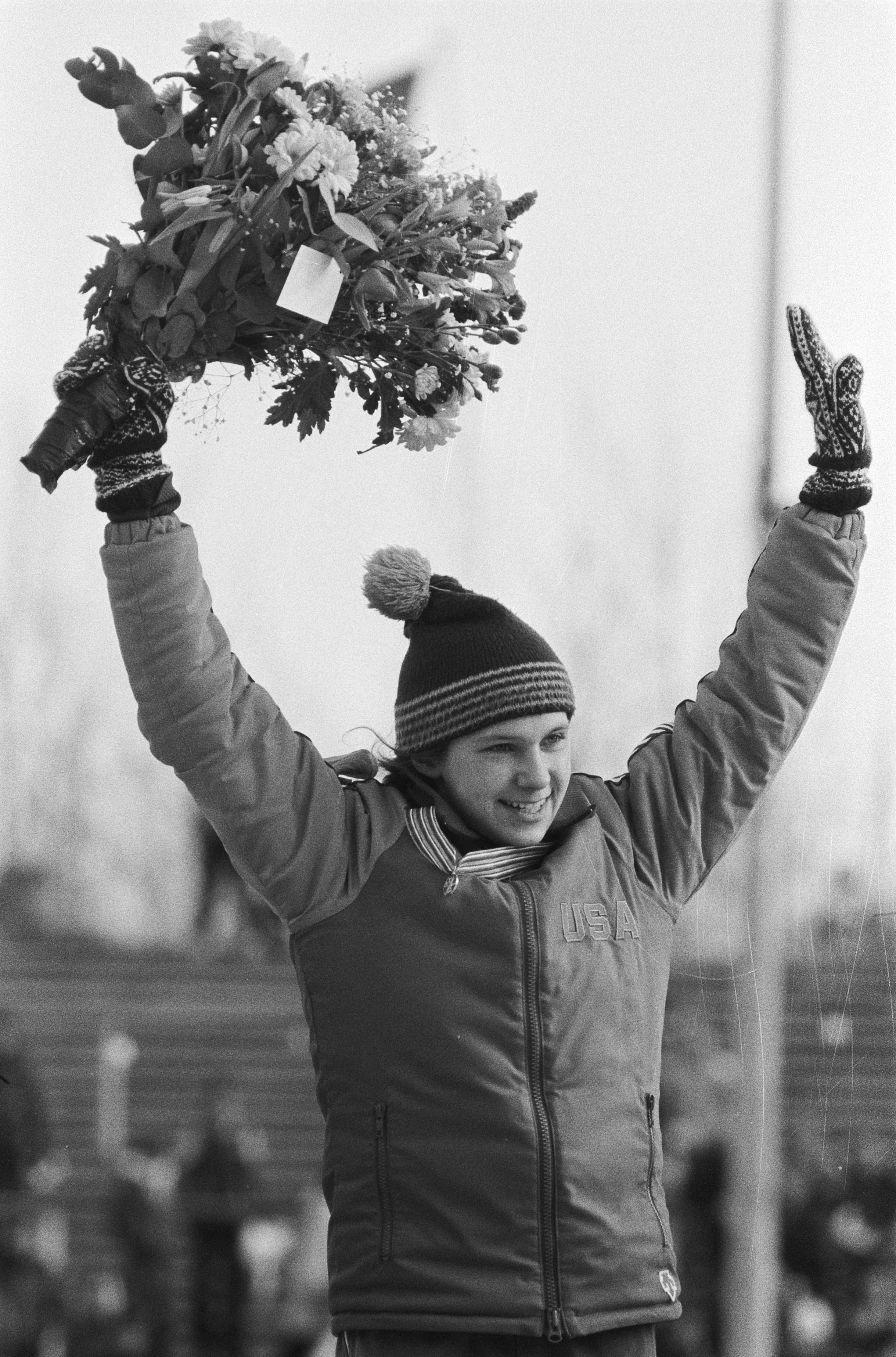
Beth Heiden.
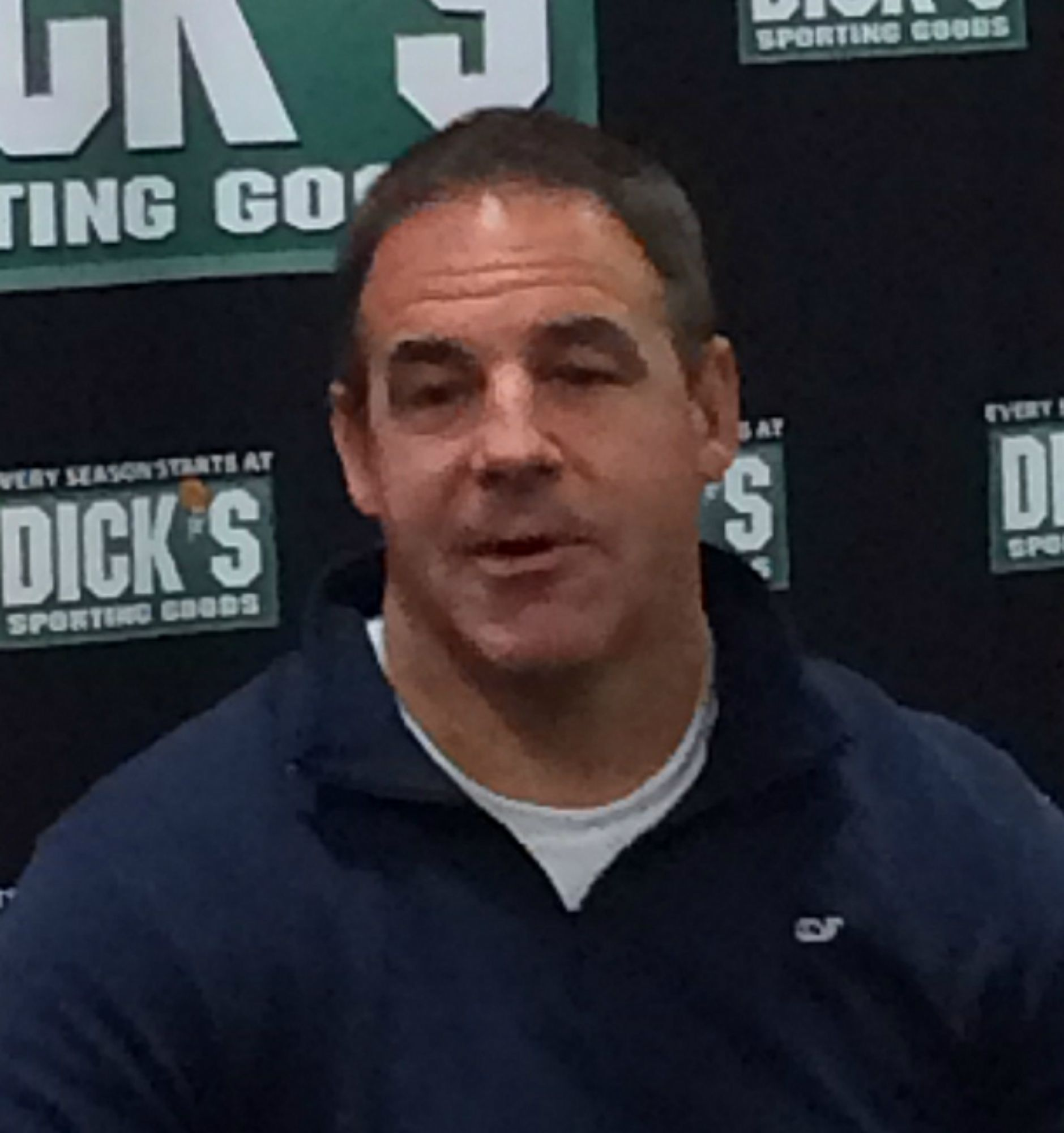
John LeClair.
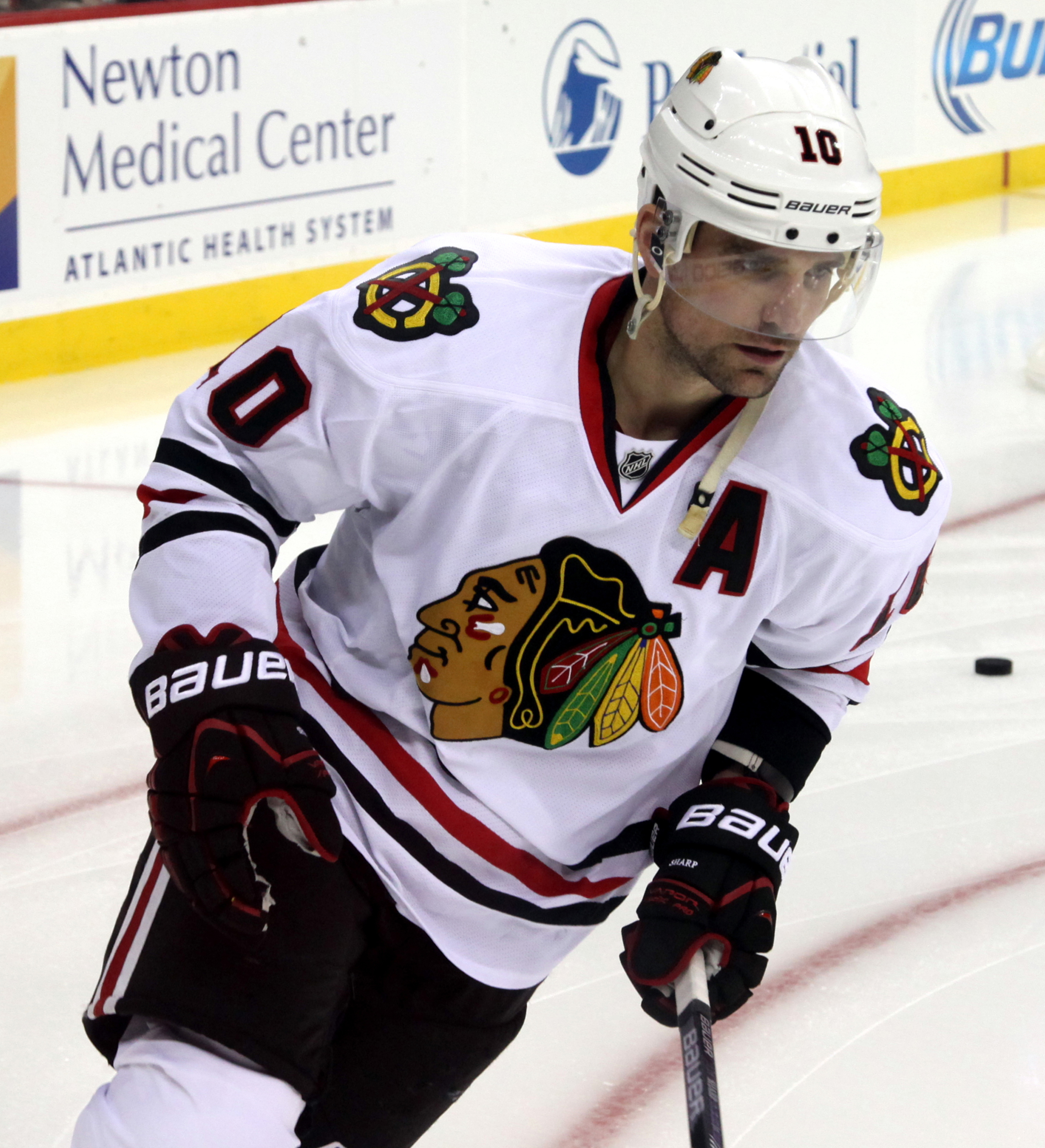
Patrick Sharp.
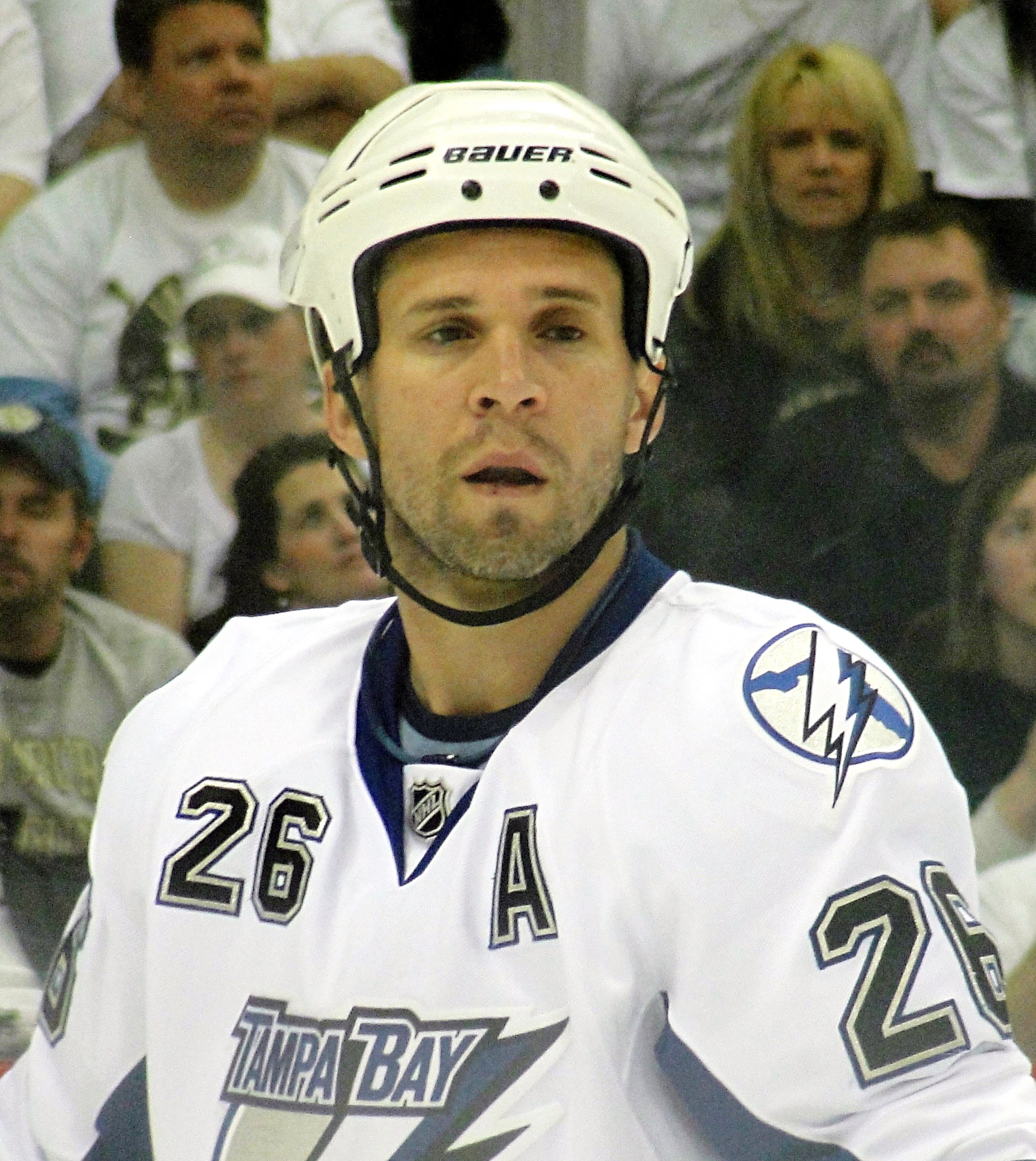
Martin St. Louis.
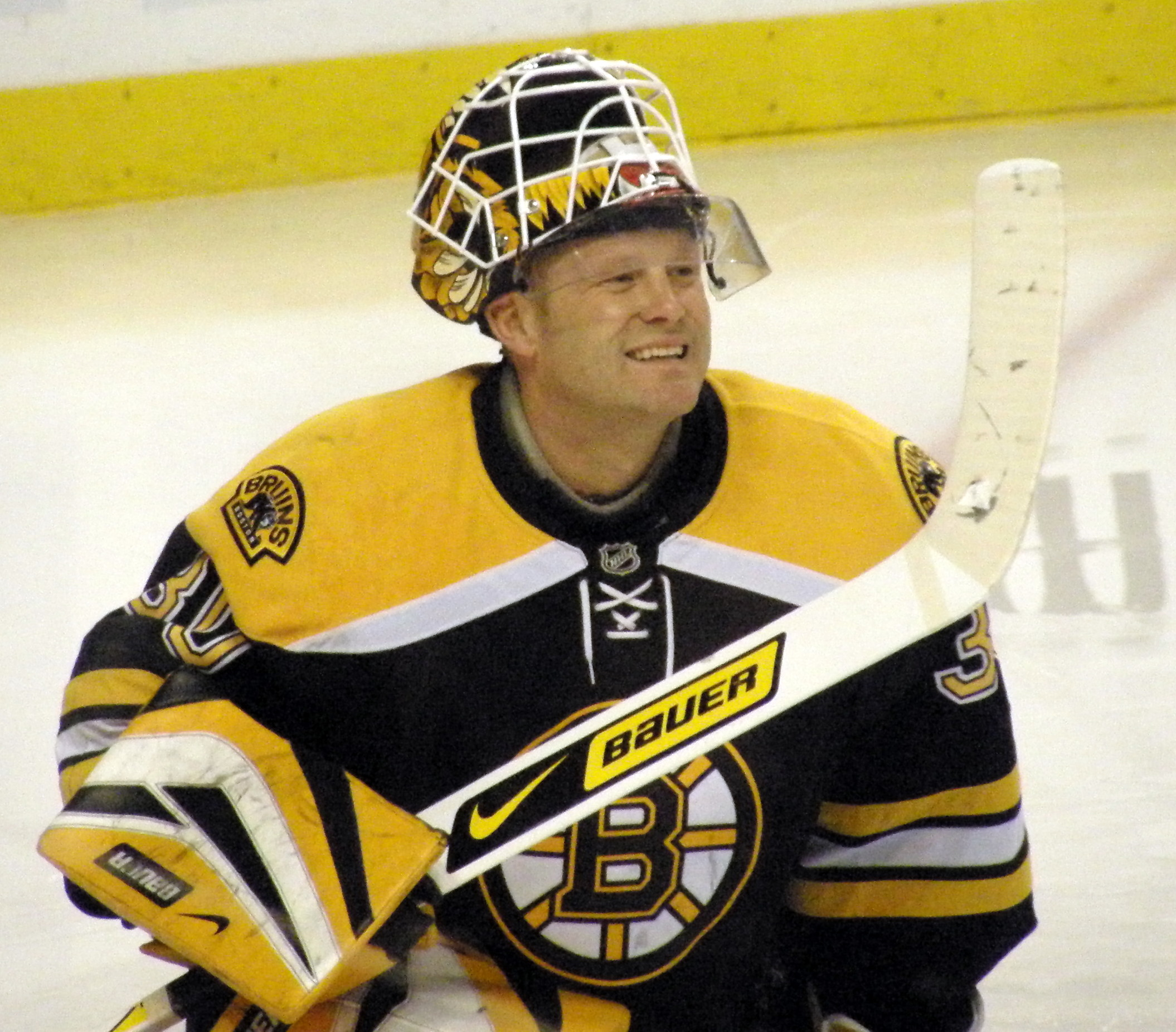
Tim Thomas.